# Обратный штык
Обра́тный штык (англ. Backhanded Hitch) — морской временный крепёжный узел на конце троса, который используют, когда доступ к предмету, к которому хотят прикрепить трос, — затруднён и неудобен для завязывания узла.
Существуют несколько видов узла под английским названием Backhanded Hitch. Так, в «Книге узлов Эшли» такое название имеют как узел, в котором ходовой конец троса продет в петлю, так и узел, в котором в петлю продет коренной конец троса. Однако, в книге «Морские узлы» Л. Н. Скрягина, если в петлю продет коренной конец троса, то узел носит название «штык с обносом».

## Способ завязывания
1. Сложить вдвое ходовой конец троса.
2. Пропустить петлю вокруг предмета. Потянуть на себя.
3. Продеть ходовой конец троса в петлю. Затянуть.
4. Завязать пару полуштыков ходовым концом троса на коренном[6] в качестве сто́порного узла.
5. Сделать схватку ходового конца троса с коренным.

## Признаки
Плюсы
- Позволяет закрепить что-либо в случаях, когда другие узлы не подходят[7]
- Легко развязывать

Минусы
- Схватка ходового конца троса за коренной — необходима[8]

## Применение
В морском деле
- В морском деле узел применяют для швартовки шлюпок к причалу[9]
- Для крепления троса к буксирному крюку[10]
- Для крепления такелажа